# RUAG
A RUAG Holding (originalmente Rüstungs Unternehmen Aktiengesellschaft; Empresa de Defesa de Ações Conjuntas) é uma empresa suíça especializada em engenharia aeroespacial e na indústria de defesa. 
Sua sede está localizada em Berna, mas também possui numerosos locais de produção na própria Suíça (Nyon, Aigle, Thun, Berna, Emmen, Altdorf, Zurique e Interlaken), na Alemanha (Oberpfaffenhofen, Hamburgo Wedel e Fürth), na Suécia (Gotemburgo, Linköping e Åmotfors), na Hungria (Sirok, Eger), na Áustria (Viena, Berndorf) e nos Estados Unidos (Tampa e Titusville) além de empresas de vendas na Austrália, no Reino Unido, na França, na Bélgica, no Brasil e na Malásia.